# Bộ Tư lệnh Thủ đô Hà Nội

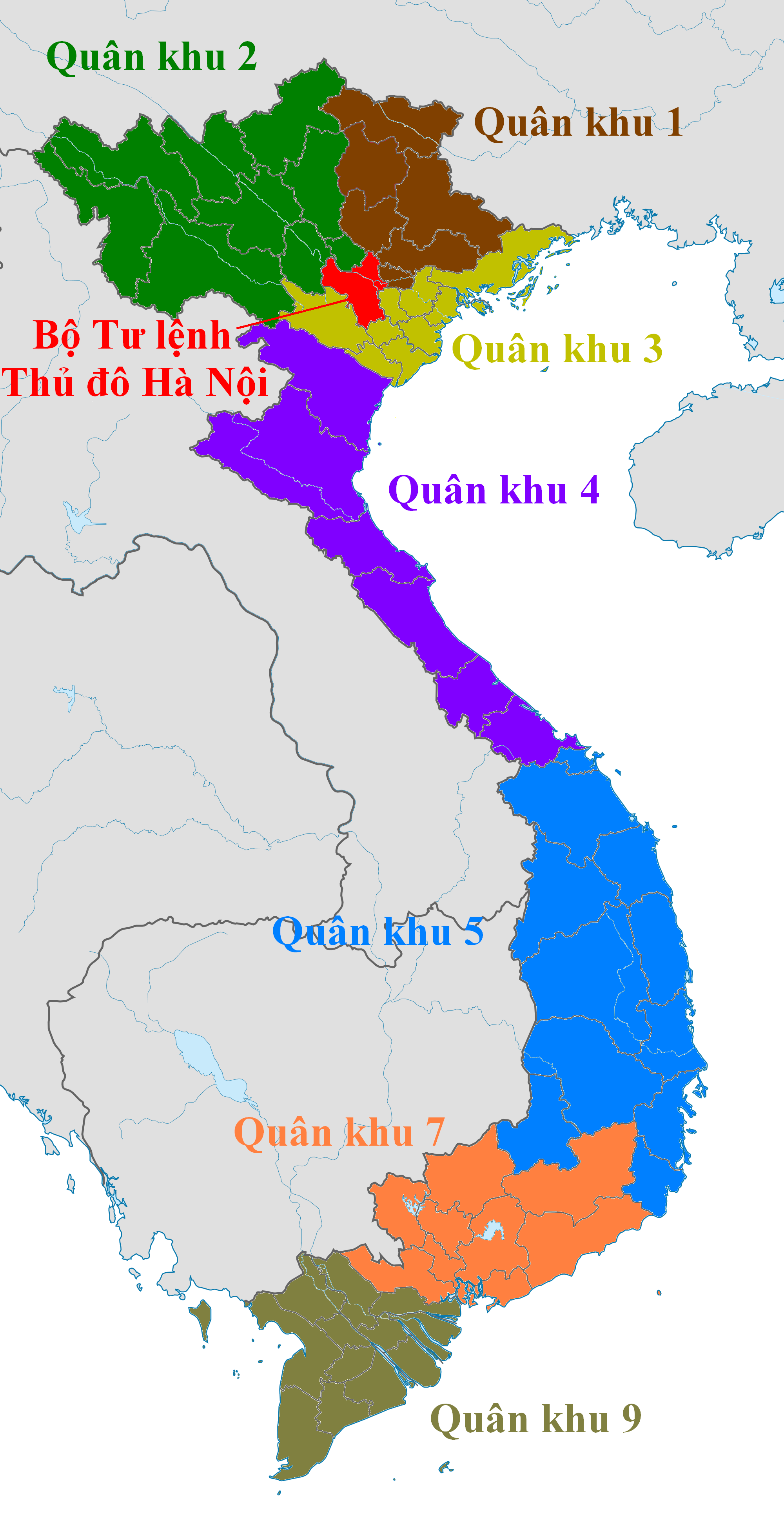
Các quân khu hiện tại của Việt Nam

Bộ Tư lệnh Thủ đô Hà Nội được thành lập theo sắc lệnh số 16 của Chủ tịch nước Cộng hòa xã hội chủ nghĩa Việt Nam ngày 16 tháng 7 năm 2008 về việc tổ chức lại Quân khu Thủ đô Hà Nội thành Bộ Tư lệnh Thủ đô Hà Nội. Bộ Tư lệnh Thủ đô Hà Nội trực thuộc Bộ Quốc phòng Việt Nam là Bộ Tư lệnh có "chức năng tham mưu cho Ðảng bộ Đảng Cộng sản Việt Nam và chính quyền thành phố Hà Nội thực hiện nhiệm vụ quốc phòng toàn dân và công tác quân sự địa phương; giúp Bộ trưởng Bộ Quốc phòng Việt Nam và Chủ tịch Ủy ban nhân dân thành phố Hà Nội thực hiện quản lý nhà nước về lĩnh vực quân sự, quốc phòng tại địa phương; tổ chức thực hiện xây dựng, quản lý, chỉ huy các đơn vị lực lượng thường trực và lực lượng dự bị động viên, dân quân tự vệ thuộc quyền..."
Trụ sở Bộ Tư lệnh hiện đặt tại quận Cầu Giấy, thành phố Hà Nội.

## Lịch sử hình thành
Tháng 10 năm 1945, thành lập Khu đặc biệt Hà Nội.
Tháng 11 năm 1946, cả nước được tổ chức lại thành 12 chiến khu. Hà Nội được tổ chức lại thành Chiến khu 11, còn gọi là Mặt trận Hà Nội.
Ngày 19 tháng 12 năm 1946, Mặt trận Hà Nội được sáp nhập vào Khu 2.
Ngày 1 tháng 11 năm 1948, Khu 2 đặt quyền trực thuộc của Liên khu 3.
Tháng 5 năm 1949 thì Khu Hà Nội lại được tách ra để thành lập Mặt trận Hà Nội độc lập, trực thuộc Bộ Tổng Tư lệnh Quân đội nhân dân Việt Nam. Tình trạng này được duy trì cho đến sau năm 1954, khi đấy gọi là Khu Hà Nội.
Năm 1957, Bộ Tổng tư lệnh thành lập Thành đội Hà Nội trực thuộc Bộ Tổng tư lệnh. Ngày 1/8/1964, lại trực thuộc Quân khu 3.
Tháng 9 năm 1964 lại được chức độc lập thành Bộ Tư lệnh Thủ đô.
Ngày 5 tháng 3 năm 1979, theo sắc lệnh 28-LCT, Quân khu Thủ đô được thành lập trên cơ sở Bộ tư lệnh Thủ đô, quản lý về mặt quân sự địa bàn thành phố Hà Nội.
Năm 1999, địa bàn của Quân khu Thủ đô bổ sung bao gồm cả tỉnh Hà Tây, nay đã sáp nhập vào thành phố Hà Nội
Tại kỳ họp thứ 3 Quốc hội khóa XII vào ngày 29 tháng 5 năm 2008, Quốc hội nước Cộng hòa xã hội chủ nghĩa Việt Nam đã thông qua Nghị quyết số 15 quyết định mở rộng địa giới hành chính Hà Nội. Theo đó, địa giới hành chính của Thủ đô Hà Nội gồm toàn bộ diện tích tự nhiên của thành phố Hà Nội, diện tích tự nhiên của tỉnh Hà Tây, diện tích tự nhiên của huyện Mê Linh thuộc tỉnh Vĩnh Phúc và diện tích tự nhiên của 4 xã (xã Đông Xuân, Tiến Xuân, Yên Bình, Yên Trung) thuộc huyện Lương Sơn, tỉnh Hòa Bình.
Trong tiến trình thực hiện Nghị quyết số 15 của Quốc hội khóa XII ngày 16 tháng 7 năm 2008, Chủ tịch nước Nguyễn Minh Triết đã ký Lệnh số 16/2008/L-CTN về tổ chức lại Quân khu Thủ đô thành Bộ Tư lệnh Thủ đô Hà Nội. Ngày 25 tháng 7 năm 2008, Bộ trưởng Bộ Quốc phòng ra Quyết định số 2192/QĐ-BQP, 2194/QĐ-BQP hợp nhất Bộ Chỉ huy Quân sự tỉnh Hà Tây, Bộ Chỉ huy Quân sự thành phố Hà Nội thuộc Quân khu Thủ đô Hà Nội vào Bộ Tư lệnh Thủ đô Hà Nội; Quyết định 2196/QĐ-QP sáp nhập Ban Chỉ huy Quân sự huyện Mê Linh thuộc Bộ Chỉ huy Quân sự tỉnh Vĩnh Phúc, Quân khu 2 vào Bộ Tư lệnh Thủ đô Hà Nội.

## Lãnh đạo hiện nay
| Chức vụ                          | Họ tên            | Quân hàm    | Phụ trách                              | Ghi chú                                             |
| -------------------------------- | ----------------- | ----------- | -------------------------------------- | --------------------------------------------------- |
| Tư lệnh                          | Đào Văn Nhận      | Thiếu tướng | Công tác quân sự                       |                                                     |
| Chính ủy                         | Lưu Nam Tiến      | Đại tá      | Công tác đảng, công tác chính trị      | nguyên chủ nhiệm chính trị BTL Thủ Đô               |
| Phó Tư lệnh kiêm Tham mưu trưởng | Nguyễn Đình Thạo  | Đại tá      | Công tác tham mưu, tác chiến           | nguyên Sư đoàn trưởng Sư đoàn 301                   |
| Phó Tư lệnh                      | Trần Minh Toản    | Đại tá      | Công tác hậu cần                       | nguyên Chủ nhiệm Hậu cần Quân khu 1                 |
| Phó Tư lệnh                      | Nguyễn Đình Lưu   | Thiếu tướng | Công tác kỹ thuật                      | nguyên Sư đoàn trưởng Sư đoàn 301                   |
| Phó Chính ủy                     | Nguyễn Hùng Cường | Thiếu tướng | Công tác dân vận, đoàn thể, chính sách | nguyên Chủ nhiệm Chính trị Bộ Tư lệnh Thủ đô Hà Nội |

## Tổ chức Đảng Cộng sản Việt Nam

### Tổ chức chung
Từ năm 2006 thực hiện chế độ Chính ủy, Chính trị viên trong Quân đội. Tổ chức Đảng bộ trong Bộ Tư lệnh Thủ đô theo phân cấp như sau:
- Đảng bộ Bộ Tư lệnh Thủ đô là cao nhất.
- Đảng bộ Bộ Tham mưu, Cục Chính trị, Cục Hậu cần, Cục Kỹ thuật, các Sư đoàn (tương đương cấp Sư đoàn)
- Đảng bộ các đơn vị cơ sở trực thuộc các Cục, Sư đoàn (tương đương cấp Tiểu đoàn và Trung đoàn)
- Chi bộ các cơ quan đơn vị trực thuộc các đơn vị cơ sở (tương đương cấp Đại đội)

### Thành phần
Về thành phần của Đảng ủy Bộ Tư lệnh Thủ đô thường bao gồm như sau:
1. Bí thư: Bí thư Thành ủy Hà Nội[4]
2. Phó Bí thư thường trực: Chính ủy Bộ Tư lệnh Thủ đô
3. Phó Bí thư: Tư lệnh Bộ Tư lệnh Thủ đô

Ban Thường vụ
1. Ủy viên Thường vụ: Phó Tư lệnh kiêm Tham mưu trưởng
2. Ủy viên Thường vụ: Phó Tư lệnh về lực lượng dự bị động viên
3. Ủy viên Thường vụ: Phó Tư lệnh về quân lực và chính sách
4. Ủy viên Thường vụ: Phó Chính ủy

Ban Chấp hành Đảng bộ
1. Đảng ủy viên: Phó Tư lệnh về kĩ thuật
2. Đảng ủy viên: Phó Tư lệnh về hậu cần
3. Đảng ủy viên: Cục trưởng Cục Chính trị
4. Đảng ủy viên: Phó Tham mưu trưởng
5. Đảng ủy viên: Phó Tham mưu trưởng
6. Đảng ủy viên: Sư đoàn trưởng Sư đoàn Bộ binh 301
7. Đảng ủy viên: Trung đoàn trưởng Trung đoàn 452
8. Đảng ủy viên: Cục trưởng Cục Hậu cần
9. Đảng ủy viên: Cục trưởng Cục Kĩ thuật
10. Đảng ủy viên: Chỉ huy trưởng Ban chỉ huy phòng thủ khu vực

## Tổ chức chính quyền

### Cơ quan trực thuộc
- Văn phòng
- Thanh tra
- Phòng Tài chính
- Ủy Ban Kiểm Tra
- Thanh Tra Quốc Phòng
- ban Đối Ngoại
- Bộ Tham mưu
  - Tham mưu trưởngː Thiếu tướng Đào Văn Nhận
  - Phó Tham mưu trưởngː Đại tá Bùi Văn Tuấn
  - Phó Tham mưu trưởngː Đại tá Phùng Chí Cao
  - Phó Tham mưu trưởng: Đại tá Lê Tất Thắng
- Cục Chính trị
  - Chủ nhiệm: Khuyết
  - Phó Chủ nhiệm: Đại tá Đoàn Chí Thắng
  - Phó Chủ nhiệm: Đại tá Nguyễn Văn Hữu
  - Phó Chủ nhiệm: Đại tá Nguyễn Hồng Dương
- Cục Hậu cần - Kỹ thuật
  - Chủ nhiệm: Đại tá Nguyễn Hồng Hải
  - Phó Chủ nhiệm: Đại tá Mai Trung Tuyến
  - Phó Chủ nhiệm: Đại tá Vũ Đình Hưng

### Đơn vị trực thuộc
- Sư đoàn Bộ binh 301[5]
- Trung đoàn Pháo binh 452[6]
- Tiểu đoàn Thiết giáp[7]
- Tiểu đoàn Thông tin[8]
- Tiểu đoàn Vệ binh - Kiểm soát quân sự
- Tiểu đoàn 18 Đặc công[9]
- Tiểu đoàn Trinh sát
- Tiểu đoàn Công binh 544
- Trường Quân sự
- Công ty TNHH MTV Hà Thành
- Báo Quốc phòng Thủ đô
- Ban Chỉ huy phòng thủ khu vực 1 - Sóc Sơn
- Ban Chỉ huy phòng thủ khu vực 2 - Phúc Thọ
- Ban Chỉ huy phòng thủ khu vực 3 - Hồng Hà
- Ban Chỉ huy phòng thủ khu vực 4 - Gia Lâm
- Ban Chỉ huy phòng thủ khu vực 5 - Thanh Oai

## Thành tích
- 03 Danh hiệu Anh hùng Lực lượng vũ trang nhân dân (1978, 2002, 2005).[2]
- 01 Huân chương Sao vàng (2011)[2]
- 03 Huân chương Hồ Chí Minh (1984, 1985, 2002)[2]
- 04 Huân chương Quân công (hạng Nhất: 1984; hạng Nhì: 2006; 02 hạng Ba: 2004)[2]
- 04 Huân chương Chiến công (02 hạng Nhất, năm 1983 và 2000; 02 hạng Ba, năm 2004 và 2006)[2]
- 01 Huân chương Bảo vệ Tổ quốc hạng Nhất (2005)[2]
- 02 Huân chương Itxala do Nhà nước Cộng hòa Dân chủ Nhân dân Lào tặng (01 hạng Nhì cho tập thể; 01 hạng Ba cho cá nhân năm 2010) [2]

## Tư lệnh qua các thời kỳ
- Vương Thừa Vũ (1945-1946), Chỉ huy trưởng Mặt trận Hà Nội
- Hoàng Sâm (1946-1949), Thiếu tướng, Khu trưởng Chiến khu 2
- Phùng Thế Tài, Chỉ huy trưởng Mặt trận Hà Nội
- Vũ Văn Sự, Chỉ huy trưởng Thành đội Hà Nội
- 1964-1969, Lê Nam Thắng, Tư lệnh Bộ tư lệnh Thủ đô.[10]
- 1969-1973, Ngô Ngọc Dương, Phó tư lệnh phụ trách Bộ tư lệnh Thủ đô.[10]
- 1979-1980, Đồng Sĩ Nguyên, Trung tướng Tư lệnh Quân khu Thủ đô
- 1980-1989, Lư Giang, Trung tướng
- 1989-1997, Chu Duy Kính, Trung tướng (1989)
- 1997-2002, Phạm Văn Tánh, Trung tướng (2002)
- 2002-2008, Nguyễn Như Hoạt, Trung tướng (2002)
- 2008-2015, Phí Quốc Tuấn, Trung tướng (2012),
- 2015-2018, Nguyễn Doãn Anh, Thiếu tướng (2015)[11][12]
- 11.2018-10.2019, Nguyễn Hồng Thái, Thiếu tướng (2016), Tư lệnh Quân khu 1 (2019-nay)
- 10.2019- nay, Nguyễn Quốc Duyệt, Trung Tướng (2019)

## Chính ủy qua các thời kỳ
- 1946-1950, Trần Độ, Trung tướng
- 1964-1969, Trần Vỹ
- 1969-1973, Đoàn Phụng, Thiếu tướng
- 1973-1979, Lê Huy Thanh, đại tá
- 1979-1983, Hoàng Kim, Thiếu tướng (1979)
- 1986-1989, Chu Duy Kính, Trung tướng (1989)
- 2007-2008, Nguyễn Đăng Sáp, Trung tướng[13]
- 2008-2010, Phùng Đình Thảo, Thiếu tướng (2008)
- 2009-2010 Nguyễn Văn Đác,Thiếu tướng (2009)
- 2010-6.2015, Lê Hùng Mạnh, Trung tướng (2014)[14]
- 6.2015-3.2019, Nguyễn Thế Kết, Thiếu tướng (2013), Trung tướng (2017), nguyên Phó Chính ủy Bộ Tư lệnh Thủ đô[12]
- 3.2019-4.2023, Nguyễn Trọng Triển, Thiếu tướng (2018), nguyên Chính ủy Quân đoàn 2 (2017-2019)[15]
- 4.2023-nay, Trần Ngọc Tuấn, Trung tướng, nguyên Phó Chính ủy Quân khu 2

## Phó Tư lệnh kiêm Tham mưu trưởng qua các thời kỳ
- 1979-1983, Nguyễn Tiệp
- 1984-1987, Tạ Đình Hiểu,Thiếu tướng
- 1986-1990, Bùi Đình Hòe, Đại tá
- 1990-1996, Phạm Văn Tánh, Trung tướng
- 1996-2000, Nguyễn Tiến Ngùng, Thiếu tướng
- 2000-2007, Bùi Minh Thứ, Thiếu tướng
- 2007-2008, Lê Hải Bình, Thiếu tướng (2008), nguyên Phó Tham mưu trưởng Quân khu Thủ đô.[13]
- 2008-10/2012, Phạm Tiến Dũng, Đại tá
- 11/2012-6.2015, Nguyễn Doãn Anh, Thiếu tướng (2015) Tư lệnh Bộ Tư lệnh Thủ đô Hà Nội[11]
- 7.2015-7.2023, Bùi Trọng Quỳnh, Thiếu tướng (2016), nguyên Chỉ huy trưởng Bộ CHQS tỉnh Hòa Bình[16]
- 7.2023-nay, Đào Văn Nhận, Đại tá, nguyên Sư đoàn trưởng Sư đoàn 301

## Phó Tư lệnh qua các thời kỳ
- 1980-1986, Trần Hiếu Tâm, Thiếu tướng (1984)
- 2000-2008, Nguyễn Văn Nghinh, Thiếu tướng (2002)
- 2004-2007, Nguyễn Đình Chiến, Đại tá, nguyên Phó Giám đốc Học viện KTQS, sau là Trung tướng, Viện trưởng Viện Chiến lược Quốc phòng[17]
- 7.2015-7.2023 Đỗ Thái Sơn, Thiếu tướng, nguyên Sư đoàn trưởng Sư đoàn 301
- 2012-2018 Nguyễn Văn Dũng, Đại tá, nguyên Chủ nhiệm Kỹ thuật Bộ Tư lệnh Thủ đô[18]
- 2018-nay ,Nguyễn Đình Lưu,Thiếu tướng (2021) nguyên Sư đoàn trưởng Sư đoàn 301(2015-2018)
- 7.2023-12.2024, Nguyễn Quốc Toản , nguyên Chỉ huy trưởng Bộ CHQS tỉnh Hòa Bình
- 12.2024-nay,Trần Minh Toản,nguyên Chủ nhiệm Hậu cần Quân khu 1

## Phó Chính ủy qua các thời kỳ
- 2005-2007, Đỗ Căn, Đại tá, Thiếu tướng (2011), Trung tướng (2015), Thượng tướng(2019), Phó Chủ nhiệm Tổng cục chính trị.
- 2007-2008, Trần Trung Khương, Thiếu tướng (2007), Trung tướng (2011), Chính ủy Trường Đại học Chính trị (2008-2015)
- 2008-2014, Lê Hiền Vân, Thiếu tướng (2013), Trung tướng (2017), Phó Chính ủy Quân khu 2 (2014-2015), Chính ủy Quân khu 2, Phó Chủ nhiệm Tổng cục chính trị.
- 2014-6.2015, Nguyễn Thế Kết, Thiếu tướng (2013), nguyên Phó Chủ nhiệm Chính trị Quân khu 1[19], nguyên là Chính ủy Bộ Tư lệnh Thủ đô
- 2015-2017, Lê Văn Huyên, nguyên Chủ nhiệm Chính trị Bộ Tư lệnh Thủ đô[20]
- 2017-2024, Nguyễn Xuân Yêm, nguyên Chủ nhiệm Chính trị Bộ tư lệnh Thủ đô Hà Nội.
- 2025-nay,Nguyễn Hùng Cường,nguyên Chủ nhiệm Chính trị Bộ Tư lệnh Thủ đô Hà Nội.

## Chỉ huy là sĩ quan có quân hàm cấp tướng
- 1987-1994, Cao Văn Chấn, Thiếu tướng (1985), nguyên Cục trưởng Cục Chính trị, Quân khu Thủ đô